# Christian Neureuther
Christian Neureuther (Garmisch-Partenkirchen, 28 aprile 1949) è un ex sciatore alpino tedesco che gareggiò per la nazionale tedesca occidentale.

## Biografia

### Carriera sciistica
Specialista delle prove tecniche, in Coppa del Mondo Neureuther ottenne il primo piazzamento l'11 dicembre 1969 a Val-d'Isère in slalom gigante (6º) e il primo podio il 30 gennaio 1971 a Megève in slalom speciale (3º); agli XI Giochi olimpici invernali di Sapporo 1972, suo esordio olimpico, si classificò 11º nello slalom speciale e non completò lo slalom gigante.
Il 14 gennaio 1973 colse sulla Männlichen/Jungfrau di Wengen in slalom speciale il suo primo successo in Coppa del Mondo; a fine stagione risultò 2º nella classifica della specialità superato dal vincitore, l'italiano Gustav Thöni, di 5 punti. Anche nel 1973-1974 in Coppa del Mondo vinse lo slalom speciale di Wengen (il 20 gennaio) e s'impose in un'altra classica della specialità, la gara disputata sulla Gudiberg di Garmisch-Partenkirchen il 5 gennaio; a fine stagione fu nuovamente 2º dietro a Thöni nella Coppa del Mondo di slalom speciale, per 15 punti.
Ai XII Giochi olimpici invernali di Innsbruck 1976 si classificò 30º nello slalom gigante e 5º nello slalom speciale, mentre ai Mondiali di Garmisch-Partenkirchen 1978 fu 6º nello slalom speciale. Il 21 gennaio 1979 colse sulla Ganslern di Kitzbühel in slalom speciale la sua ultima vittoria in Coppa del Mondo; nella medesima specialità nel prosieguo della stagione fu 5º ai XIII Giochi olimpici invernali di Lake Placid 1980, suo congedo olimpico, e ottenne l'ultimo podio in Coppa del Mondo il 27 febbraio a Waterville Valley (2º). Il suo ultimo piazzamento in carriera fu il 6º posto ottenuto nello slalom speciale di Coppa del Mondo disputato a Garmisch-Partenkirchen l'11 gennaio 1981.

#### Bilancio della carriera
Slalomista in attività negli anni 1970, è stato uno dei più forti avversari della Valanga azzurra che dominava le specialità tecniche in quegli anni. Fu in grado in carriera di vincere sei gare in Coppa del Mondo e di salire complessivamente venti volte sul podio; ha ottenuto invece solo dei piazzamenti in occasione dei Giochi olimpici invernali e dei Campionati mondiali.

### Altre attività
Dopo il ritiro Neureuther è stato commentatore sportivo per la rete televisiva tedesca ARD; era sposato con Rosi Mittermaier ed è padre di Felix, a loro volta sciatori alpini.

## Palmarès

### Coppa del Mondo
- Miglior piazzamento in classifica generale: 4º nel 1973
- 20 podi (tutti in slalom speciale):
  - 6 vittorie
  - 6 secondi posti
  - 8 terzi posti

#### Coppa del Mondo - vittorie
| Data            | Località               | Paese          | Specialità |
| --------------- | ---------------------- | -------------- | ---------- |
| 14 gennaio 1973 | Wengen                 | Svizzera       | SL         |
| 21 gennaio 1973 | Megève                 | Francia        | SL         |
| 5 gennaio 1974  | Garmisch-Partenkirchen | Germania Ovest | SL         |
| 20 gennaio 1974 | Wengen                 | Svizzera       | SL         |
| 9 gennaio 1979  | Crans-Montana          | Svizzera       | SL         |
| 21 gennaio 1979 | Kitzbühel              | Austria        | SL         |

Legenda:

SL = slalom speciale

### Campionati tedeschi
- 12 ori (slalom gigante nel 1969; slalom gigante, combinata nel 1970; slalom speciale nel 1971; slalom speciale nel 1972; slalom gigante nel 1973; slalom speciale nel 1974; slalom gigante, slalom speciale nel 1975; slalom speciale nel 1976; slalom speciale nel 1977; slalom speciale nel 1978)[3]